# Lekkoatletyka na Letnich Igrzyskach Paraolimpijskich 2012 – 200 metrów T53 kobiet
W biegu na 200 metrów kl. T53 kobiet podczas Letnich Igrzysk Paraolimpijskich 2012 rywalizowało ze sobą 8 zawodniczek. W konkursie udział wzięły poruszające się na wózkach zawodniczki z uszkodzonym rdzeniem kręgowym, posiadające pełną kontrolę nad rękami, niewielką nad tułowiem i jej pozbawione nad nogami.

## Wyniki

### Finał
| Miejsce | Zawodniczka          | Państwo           | Czas  | Uwagi |
| ------- | -------------------- | ----------------- | ----- | ----- |
|         | Huang Lisha          | Chiny             | 29.18 | PB    |
|         | Angela Ballard       | Australia         | 29.35 | OC    |
|         | Zhou Hongzhuan       | Chiny             | 29.40 | PB    |
| 4.      | Jessica Galli        | Stany Zjednoczone | 29.82 |       |
| 5.      | Anjali Forber Pratt  | Stany Zjednoczone | 30.27 |       |
| 6.      | Madison de Rozario   | Australia         | 30.33 | PB    |
| 7.      | Anita Fordjour       | Ghana             | 34.31 | AF    |
| 8.      | Jessica Cooper Lewis | Bermudy           | 34.76 |       |